# Rave japonès
El rave japonès o wasabi és l'arrel picant de la Wasabia japonica, planta molt emprada en la cuina japonesa com a condiment.

## Particularitats

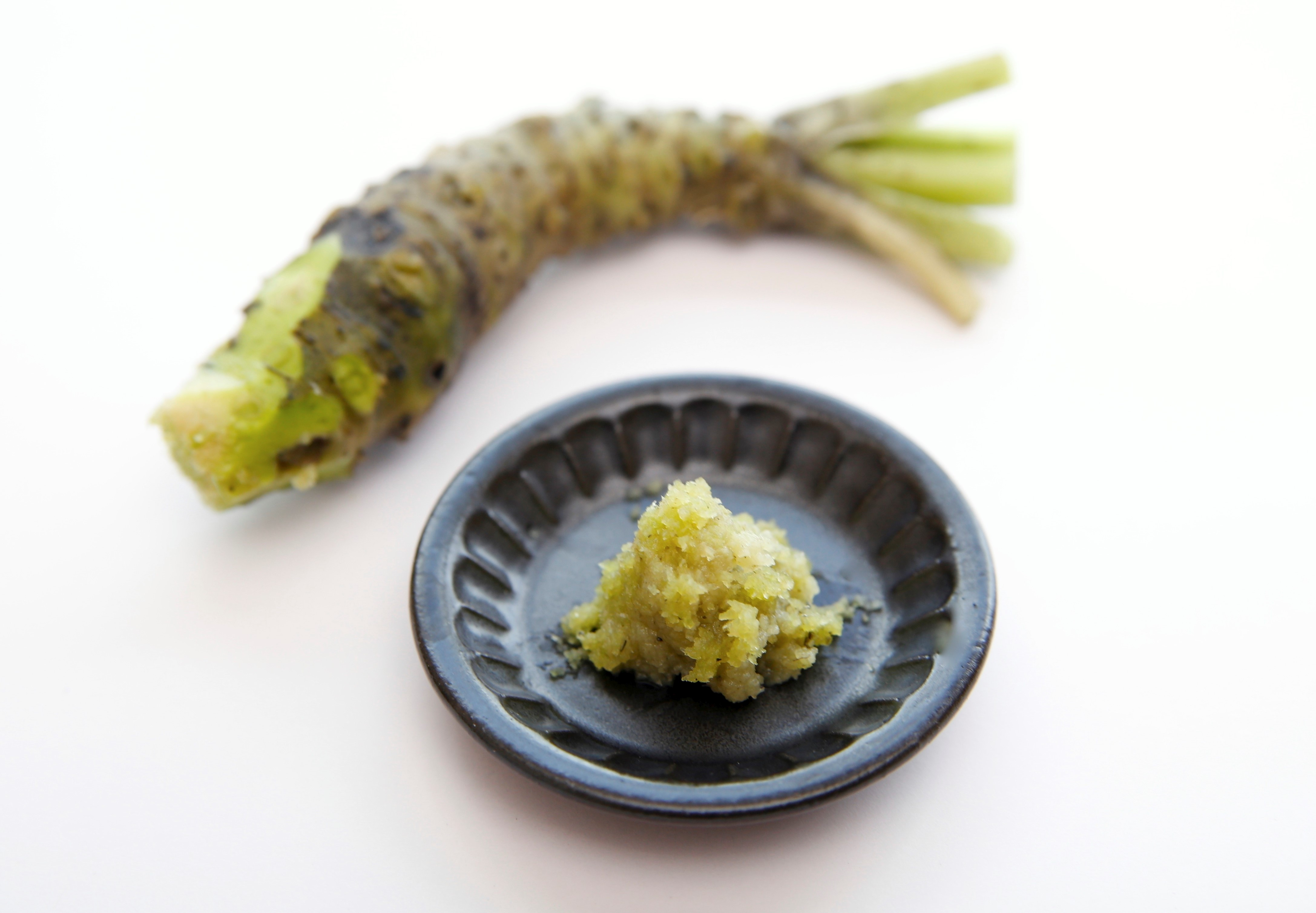
Pasta de rave japonès

El rave japonès té un gust molt fort i la seva coentor irrita més el nas que no pas la llengua. El seu sabor és molt similar al del rave picant o rusticà.
El rave japonès s'utilitza al Japó generalment en forma de pasta o ratllat. Acostuma a ser menjat amb sushi i sashimi. Sovint es barreja amb salsa de soia.
Hi ha pocs llocs al món adients per al conreu a gran escala del wasabi. Al Japó es cultiva principalment a la península d'Izu (prefectura de Shizuoka), i a les prefectures de Nagano, Shimane, Yamanashi i Iwate.

## Preparació

Plantes de rave japonès a Nagano

El rave japonès es ratlla sovint amb un aparell de metall conegut amb el nom d'oroshigane. Tot i així alguns prefereixen una eina més tradicional feta de pell de tauró assecada. També es pot emprar una ratlladora amb dents irregulars.
Les preparacions de wasabi a base de rave japonès es comercialitzen normalment en pots de vidre o en tubs similars als de la pasta de dents. Hi ha també una pols, d'un gust semblant al wasabi, que s'utilitza comercialment per amanir patates fregides, pèsols i altres productes envasats amb gust de wasabi al mercat.

## Wasabi autèntic i "western wasabi"
El wasabi és difícil de cultivar, i això el fa molt car. Atès l'alt cost, un substitut comú n'és un succedani fet de la barreja de rave rusticà, mostassa, i colorant alimentari verd. Fora del Japó, és poc freqüent trobar wasabi autèntic. Sovint els envasos estan etiquetats com a wasabi, però els ingredients no inclouen realment rave japonès. Malgrat que el gust del wasabi i el del rave rusticà és similar, són fàcilment distingibles. Al Japó, el rave rusticà es coneix com a seiyō wasabi (西洋わさび, "western wasabi"). A Europa i Nord-amèrica l'autèntic wasabi es troba únicament en comerços especialitzats i restaurants d'alta gamma.